# Ryōsuke Takahashi
Ryōsuke Takahashi (高橋良輔?, Takahashi Ryōsuke; Tokyo, 11 gennaio 1943) è un regista, sceneggiatore e produttore di anime giapponese.

## Biografia
Laureatosi all'università Meiji, ha esordito nel mondo dell'animazione presso la Mushi Production di Osamu Tezuka, per poi divenire uno dei più rinomati e conosciuti registi dello studio di animazione giapponese Sunrise, grazie a serie pionieristiche realizzate negli anni ottanta del genere real robot, come Sōkō kihei Votoms, Taiyō no kiba Dougram e Kikōkai Galient. Tra i lavori più recenti, Gasaraki del 1998 e, nell'ambito di generi diversi, Rurouni Kenshin del 1996 e Bakumatsu kikansetsu irohanihoheto, del 2006.